# Klausjürgen Wussow
Klausjürgen Wussow (Cammin, Pomeránia, 1929. április 30. – Rüdersdorf bei Berlin, 2007. június 19.) német színész, tiszteletbeli osztrák állampolgár. A schwerini Népszínházban debütált. Színházi karrierjének további állomásai többek között: Hebbel-Theater; Theater am Schiffbauerdamm – Berlin; Frankfurt, Düsseldorf, Köln, Zürich és München állami színházai. 1964 és 1986 között a bécsi Burgtheater tagja volt.

## Televíziós karrier
Az 1970-es években elsősorban olyan televíziós sorozatokban szerepelt, mint a 26 részes A császárnő hírnöke című széria, ahol Rotteck őrnagyot alakította, a veszélyes jelenetekben sem használva dublőrt. Játszott még a Sergeant Berry című sorozatban is, de azt 12 rész után otthagyta, mivel attól tartott, ez a szerep negatív kihatással lehet karakterszínészi hírnevére – őt később Harald Juhnke helyettesítette. Ezenfelül szerepet kapott még a Ringstraßenpalais című sorozatban is.
A szélesebb nézőközönségszámára a 70 részes ZDF sorozat, A klinika (1985–1988) Brinkmann professzoraként vált ismertté. Wussow – akit A klinika forgatása érdekében a bécsi Burgtheater intendánsa, Claus Peymann szabadságra engedett – a Glottertalban játszódó sorozat óriási sikere folytán már nem tért vissza a színházhoz. Kerek 28 millió néző kísérte figyelemmel akkoriban a sorozatot, ami hihetetlen mértékű népszerűséget biztosított számára. 1996 és 2003 között újabb 23 részre az ARD-hez szerződött, ahol a Kórház a pálmák alatt című sorozat Brinkmann professzor életének további epizódjait mutatta be.
Számtalan hangjátékban is szerepelt. Ilyen volt például Peter Koslowski szerepe 1957-ben, az ötrészes Am grünen Strand der Spree című rádiójátékban, amit az SWF adott le Gert Westphal rendezésében.
A színészet mellett a sokoldalú művész szerzőként, festőként és szinkronszínészként is nevet szerzett magának (például ő volt Frollo hangja az 1996-os A Notre Dame-i toronyőr című Walt Disney-produkcióban).

## Magánélete
Wussow a háborús szolgálat után, 1946-tól a Waren (Müritz) Richard-Wossidlo Gimnáziuma diákja lett.
Összesen négyszer házasodott. Lánya, Konstanze a Jolande Frantz színésznővel kötött első házasságából (1951–1960) származik. Ida Krottendorffal kötött második házasságából (1960–1991) két gyermeke született: Barbara és Alexander, mindketten színészek. Barbara és Alexander a Klinikában is szerepet kaptak. Harmadik házasságát (1992–2003) a nála 23 évvel fiatalabb újságírónővel, Yvonne Viehöferrel kötötte, tőle származik 1993-ban született fia, Benjamin. 2004-ben feleségül vette Sabine Scholzot, az egykori bokszoló, Bubi Scholz özvegyét.

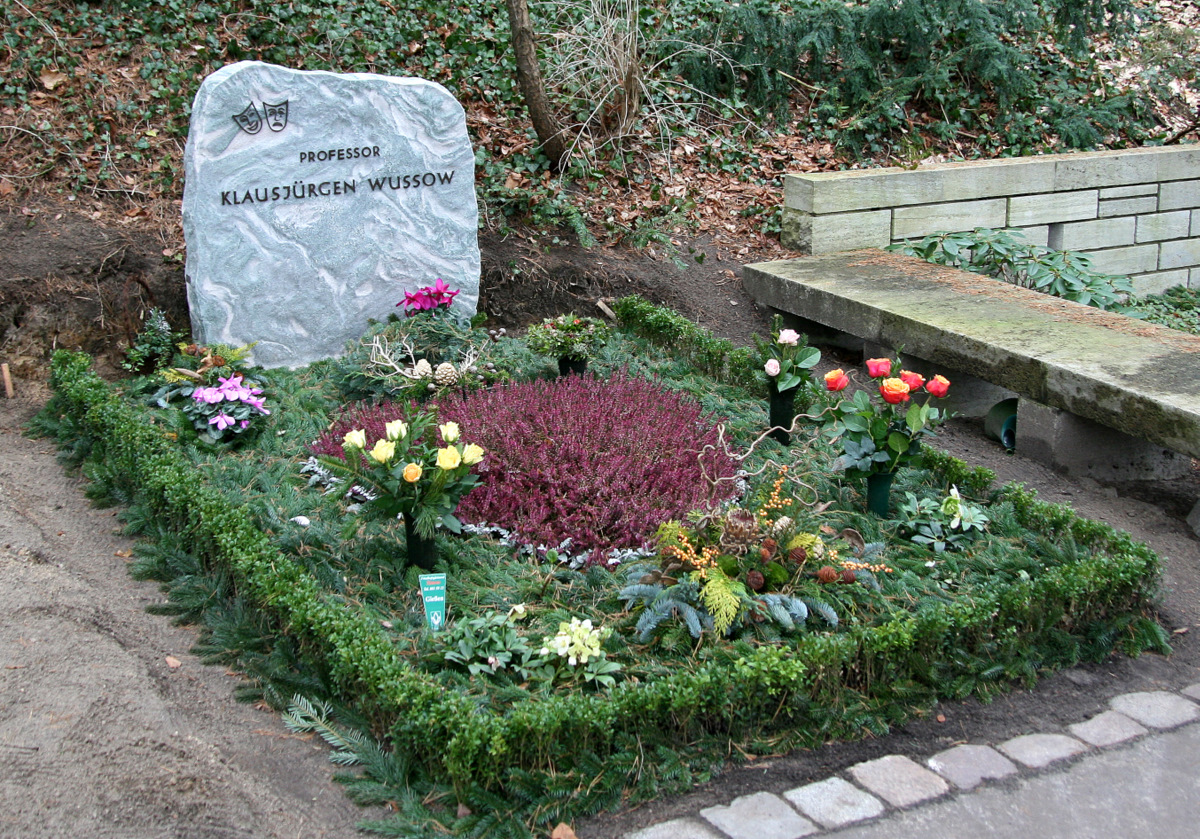
Sírja a berlini Heerstraße-i temetőben

Az időskori demenciával küszködő Wussow 2006 júliusáig egy strausbergi (Brandenburg) idősotthonban élt. Élete utolsó hónapjaiban elszenvedett szívrohama után olyan súlyosan megbetegedett, hogy 2007 márciusától a Rüdersdorf bei Berlin-i Evangélikus Kórházban ápolták, ahol június 19-én hunyt el.

## Kitüntetései
Wussowot többek között a német Szövetségi Érdemkereszttel, az Arany Kamera-díjjal (1985) és a Bambi-díjjal (1985) tüntették ki.